# Rocky Balboa (filme)
Rocky Balboa (bra/prt: Rocky Balboa; anteriormente Rocky VI) é um filme escrito, dirigido e estrelado por Sylvester Stallone, que interpreta o boxeador Rocky Balboa. Trata-se do sexto longa-metragem da série Rocky, que começou com o filme vencedor do Oscar, Rocky, um lutador, de 1976. O filme foi classificado como PG (EUA) pela MPAA (Motion Picture Association of America), equivalente à classificação indicativa de 12 anos no Brasil, devido a cenas de luta e violência.

## Sinopse
Rocky Balboa, icônico ex-campeão mundial de boxe na categoria dos pesos pesados, encontra-se em um momento de sua vida marcado pela saudade de sua falecida esposa, Adrian, e pela monotonia de sua existência pós-carreira. Dono de um restaurante italiano batizado em homenagem à sua amada, Rocky encanta os clientes com suas histórias enquanto serve pratos deliciosos.
Seu filho, agora adulto, lida com a responsabilidade de ser filho de uma lenda e sente o peso da sombra do pai sobre sua própria vida. Quando a nostalgia das glórias passadas e a vontade de sentir a emoção do ringue ressurgem, Rocky decide enfrentar o atual campeão dos pesos pesados, Mason Dixon, um lutador desacreditado e impopular devido à falta de desafios à sua altura. Com a ajuda de um programa virtual que recria o embate entre ele e Rocky, Dixon e o mundo descobrem que o verdadeiro espírito do boxe ainda vive no lendário Rocky Balboa.

### Sucesso no Brasil
O lançamento de Rocky no Brasil ocorreu na década de 1970, em um contexto social e cultural marcado pela ditadura civil-militar.O filme foi um grande sucesso de público e crítica, não somente nos Estados Unidos, mas também no Brasil, onde foi aplaudido por sua história de superação e pela forma como tratava temas universais, como a luta contra as adversidades da vida. A figura de Rocky Balboa, um boxeador simples e determinado que busca conquistar seus sonhos apesar das dificuldades, ressoou de maneira intensa no país e até hoje os seus filmes são reprisados.
Um exemplo dos impactos culturais do filme Rocky é o aumento de brasileiros praticando boxe na época do lançamento do filme. . 

A resiliência do personagem chegou a impactar tanto os brasileiros que diversas crianças tiveram seus nomes inspirados nos personagens. Um exemplo é o empresário ponta-grossense "Rocky Silva" que enfrentou e venceu uma batalha judicial para o usar o próprio nome em suas empresas.

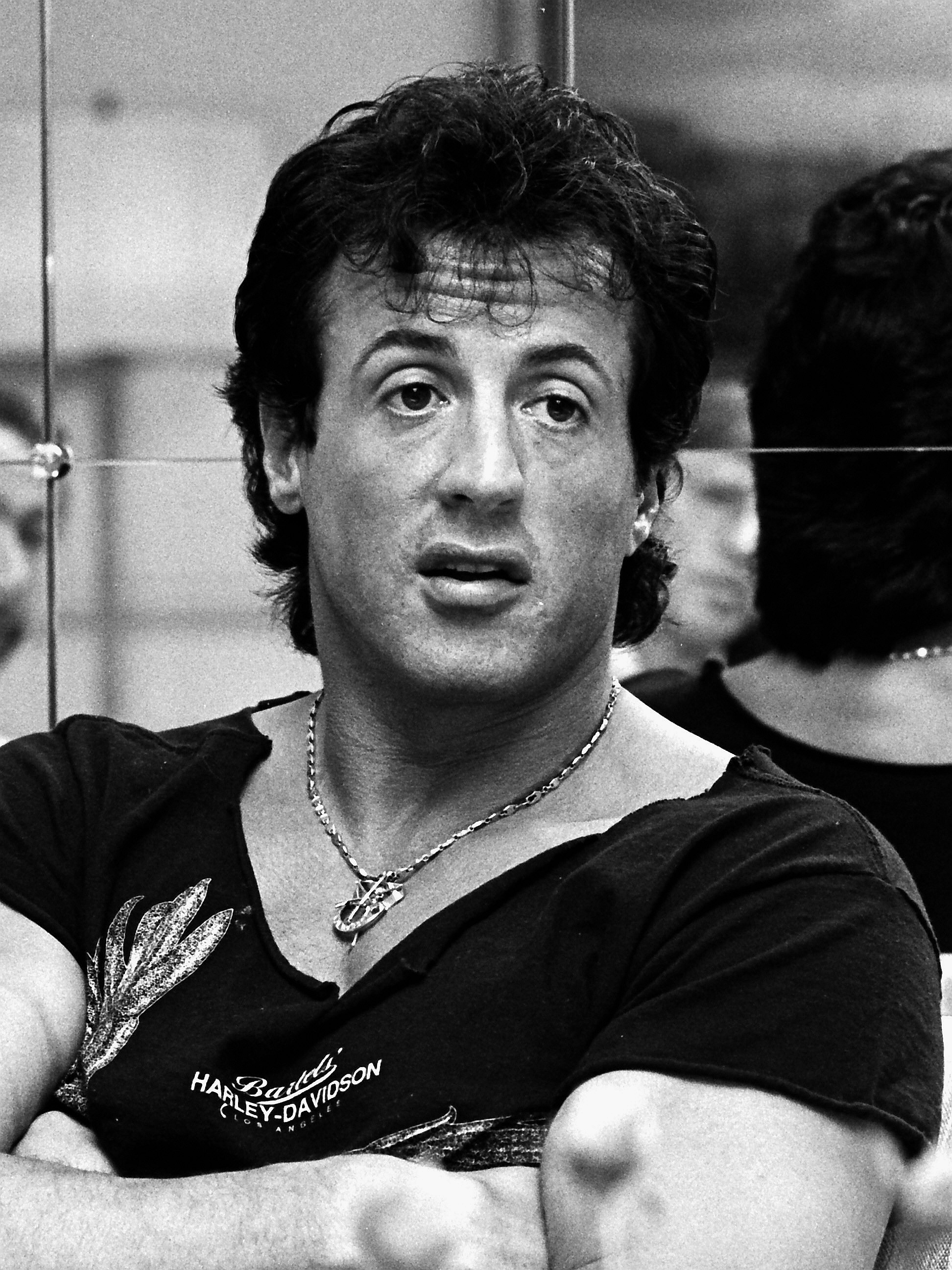
Sylvester Stallone, ator e criador de Rocky.